# Naturschutzgebiet Wangeliner See
Koordinaten: 53° 23′ 33,3″ N, 12° 10′ 19,2″ O

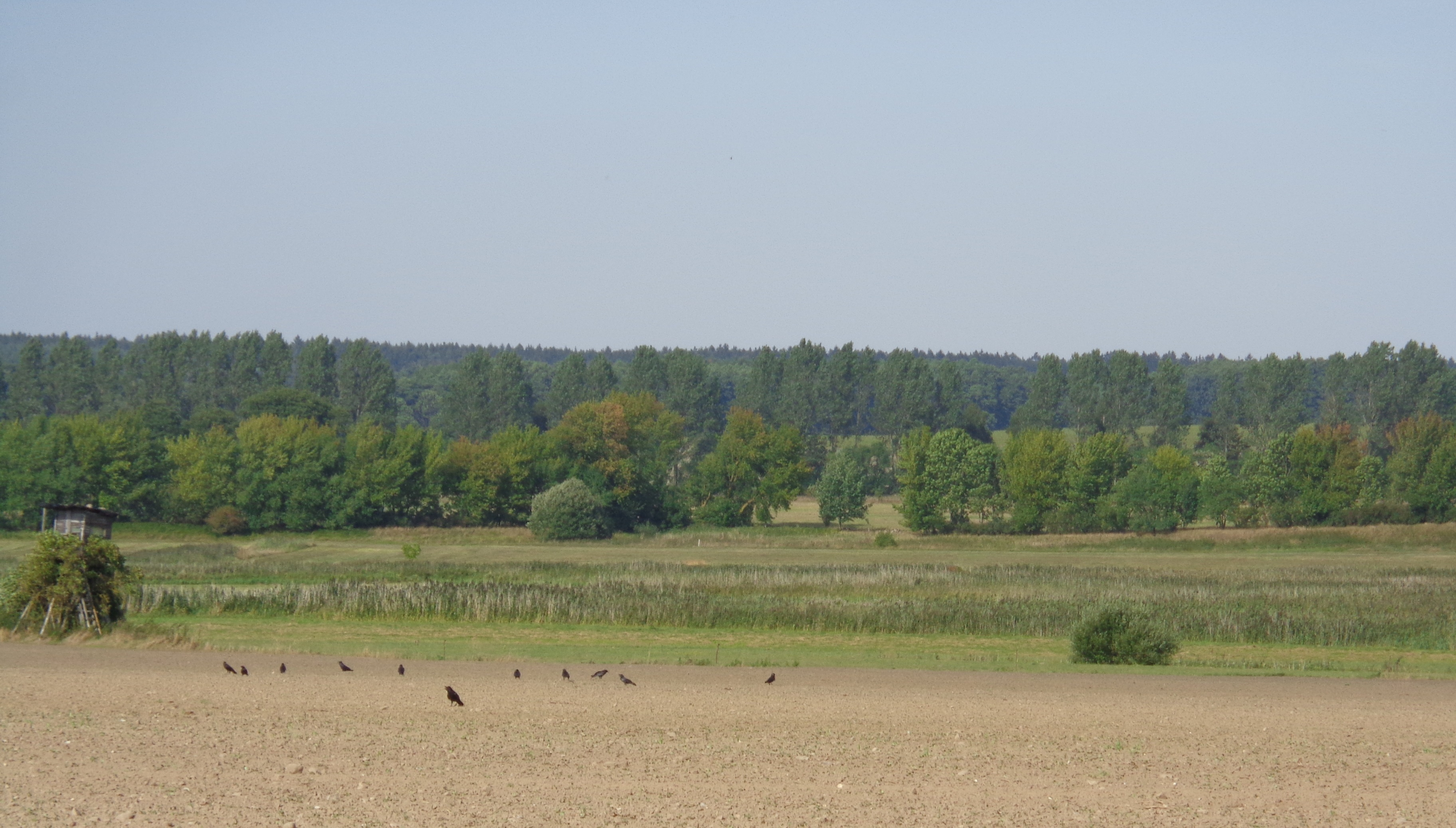
Wangeliner See von Süden

Das Naturschutzgebiet Wangeliner See ist ein 112 Hektar umfassendes Naturschutzgebiet in Mecklenburg.

## Lage
Es befindet sich südwestlich von Plau am See, westlich von Wangelin. Es wurde am 8. Dezember 1994 ausgewiesen. Der Schutzzweck besteht in Erhaltung und Entwicklung eines tiefgründigen Durchströmungsmoores mit dem Wangeliner See als wichtigem Feuchtgebiet für Wasser- und Watvögel. Die Niederung wurde zu DDR-Zeiten intensiv entwässert. Der aktuelle Gebietszustand wird als gut eingeschätzt, da sich durch Einbau eines Staus im Jahr 1992  der Wasserhaushalt des Sees und angrenzender Flächen wieder erholt hat. Ein Naturlehrpfad mit Informationstafeln führt von Süden aus in das Gebiet und bietet mit einer Aussichtskanzel im Norden sehr gute Möglichkeiten zur Gebietseinsicht und Vogelbeobachtung.